# 935 هـ
935 هـ هي سنة في التقويم الهجري امتدت مقابلةً في التقويم الميلادي بين سنتي 1528 و1529.

## مواليد
- عبد الله بن علي المؤيد
- عبد الله بن محمد الشنشوري

## وفيات
- شمس الدين الخفري
- عبد القادر الشاذلي